# Costituzione dell'Azerbaigian
La Costituzione dell'Azerbaigian (azero: Azərbaycan Respublikasının Konstitusiyası) è stata adottata il 12 novembre 1995 in seguito a referendum popolare. È stata modificata il 24 agosto 2002 e di nuovo il 18 marzo 2009. Essa svolge la "più alta forza legale" in Azerbaigian ai sensi dell'articolo 147.

## Preambolo
Il Preambolo della Costituzione specifica, al fine di "garantire la prosperità e il benessere di tutta la società e di ogni individuo", che i seguenti obiettivi dichiarati: 
- tutela della sovranità nazionale e dell'integrità territoriale
- una democrazia costituzionale
- creare una società civile
- un laico dello stato in base al principio di legalità
- un "livello di vita degno" per i cittadini e l'ordine "solo" economica e sociale
- rispetto dei "valori umani universali", la pace e la cooperazione internazionale

## Struttura
- Capitolo 1: Disposizioni generali
  - Sezione 1: Potere popolare
  - Sezione 2: Fondamenti dello Stato
- Capitolo 2: Grandi libertà, diritti e responsabilità
  - Sezione 3: Principali diritti umani e civili e delle libertà
  - Sezione 4: Principali obblighi dei cittadini
- Capitolo 3: Poteri dello Stato
  - Sezione 5: Potere legislativo
  - Sezione 6: Potere esecutivo
  - Sezione 7: Potere giudiziario
  - Sezione 8: Repubblica Autonoma di Naxçıvan
- Capitolo 4: Autonomie locali
  - Sezione 9: Comuni
- Capitolo 5: Giustizia e legge
  - Sezione 10: Sistema amministrativo
  - Sezione 11: Modifiche alla Costituzione
  - Sezione 12: Aggiunte alla Costituzione